# Огаста (Висконсин)
Огаста (енгл. Augusta) град је у америчкој савезној држави Висконсин.

## Демографија
По попису из 2010. године број становника је 1.550, што је 90 (6,2%) становника више него 2000. године.
| Група             | 2000.         | 2010.         |
| Белци             | 1.395 (95,5%) | 1.474 (95,1%) |
| Афроамериканци    | 6 (0,4%)      | 4 (0,3%)      |
| Азијати           | 1 (0,1%)      | 0 (0,0%)      |
| Хиспаноамериканци | 19 (1,3%)     | 48 (3,1%)     |
| Укупно            | 1.460         | 1.550         |